# سپاه ۱۶ (ورماخت)
سپاه ۱۶ (به آلمانی: XVI Armeekorps) یکی از سپاه‌های نیروی زمینی آلمان در دوره رایش سوم بود که در جریان جنگ جهانی دوم به عملیات پرداخت.

## تشکیل
سپاه ۱۶ موتوریزه ماه فوریه سال ۱۹۳۸ در منطقه نظامی شماره ۳ در برلین جهت فرماندهی سه لشکر زرهی تشکیل شد.

## تاریخچه عملیاتی
سپاه ۱۶ موتوریزه روز ۱۹ اوت سال ۱۹۳۹ برای جنگ بسیج شد. با آغاز جنگ جهانی دوم، این سپاه به عنوان بخشی از ارتش دهم از گروه ارتش جنوب در لهستان به عملیات پرداخت. سپاه ۱۶ موتوریزه ماه دسامبر به ناحیه راین سفلی در آلمان منتقل گردید.
در جریان تهاجم آلمان به فرانسه سپاه ۱۶ موتوریزه به فرماندهی سپهبد اریش هوپنر متشکل از دو لشکر سوم و چهارم زرهی با مجموع توان بیش از ۶۰۰ تانک، تا روز ۱۱ ماه مه سال ۱۹۴۰ خود را به دو پل سالم بر کانال آلبرت در بلژیک رساند. با توجه به اختصاص یافتن یکی از این پل‌ها به این سپاه، لشکر چهارم زرهی ابتدا از کانال گذر نمود و به سمت شکاف حساس گمبلو پیش رفت. برخورد نیروهای سپاه ۱۶ موتوریزه به یک سپاه سواره‌نظام فرانسه در این ناحیه در روزهای ۱۲ و ۱۳ ماه مه موجب به پا شدن بزرگ‌ترین نبرد تانک‌ها در تمامی جبهه غربی شد. همگی ۴۱۵ تانک این سپاه سواره‌نظام دشمن برتر از تانک‌های آلمانی به حساب می‌آمدند. از مجموع ۶۲۳ تانک سپاه ۱۶ موتوریزه در آغاز این نبرد ۴۸۶ تانک پنزر ۱ و پنزر ۲ و تنها ۸۲ تانک پنزر ۳ و ۵۰ تانک پنزر ۴ بودند. پس از برخورد لشکر چهارم زرهی با قوای دشمن در روز ۱۲ مه در انوت، لشکر سوم زرهی نیز خود را روز بعد وارد درگیری کرد. سپهبد هوپنر با متمرکز ساختن نیروهای خود با وجود تحمل تلفات سنگین در نبرد انوت، در نهایت موفق شد خط دفاعی دشمن را بشکند و به اراضی پشتی آن رخنه نماید تا دشمن وادار به عقب‌نشینی تا خط دیل گردد.
هوپنر به دو لشکر زرهی خود فرمان به تعقیب نیروهای دشمن داد. هواپنر امیدوار بود بتواند به کمک آشوب به پا شده پیش از رسیدن نیروی کمکی بیشتری از طرف دشمن، از شکاف گمبلو و خط دیل بگذرد. او روزهای ۱۳ و ۱۴ مه به دو لشکر سوم و چهارم زرهی دستور داد مستقیماً به خط دفاعی متفقین حمله کنند. با وجود پشتیبانی هوایی، با برخورد این لشکرها به مواضع مستحکم دفاع ضد تانک فرانسه و هدف قرار گرفتن توسط آتش سنگین ۱۰ تا ۱۲ آتشبار توپخانه دشمن، سپاه ۱۶ موتوریزه متحمل تلفات زیادی شد. در این شرایط هوپنر جهت اجتناب تلفات بیشتر، تهاجم را متوقف کرد. با این حال پیاده‌نظام لشکر سوم زرهی از خط دفاعی فرانسوی‌ها گذر نمود. با شکسته شدن این خط، سپاه ۱۶ موتوریزه توانست از شکاف گمبلو عبور کند.
پس از پایان نبرد فرانسه، سپاه ۱۶ موتوریزه، در جایگاه ذخیره به عنوان بخشی از ارتش جایگزینی، ماه ژوئیه سال ۱۹۴۰ به آلمان بازگشت. این سپاه ماه سپتامبر تحت امر ارتش هجدهم در پروس شرقی مستقر بود. سپاه ۱۶ موتوریزه ماه فوریه سال ۱۹۴۱ به گروه زرهی ۴ تغییر عنوان داد.
ماه ژوئیه سال ۱۹۴۴ یگانی تحت عنوان "گروه کلفل" بر پایه ستاد لشکر دویست و هشتاد و پنجم امنیت در ناحیه گروه ارتش شمال شکل گرفت. این یگان روز ۳۰ اکتبر همان سال رسماً به "سپاه ۱۶" تغییر عنوان داد. در طول مابقی عمر عملیاتی خود تا ماه آوریل سال ۱۹۴۵، این سپاه به عنوان بخشی از ارتش شانزدهم، در قسمت شمالی جبهه شرقی به نبرد پرداخت و جنگ را در ناحیه تحت محاصره کورلند به پایان رساند. سپاه ۱۶ در مجاورت دریای بالتیک، در منطقه توکوم در منتهی‌الیه شمال غربی ناحیه تحت محاصره کورلند قرار داشت. عناصر باقیمانده سپاه در پایان جنگ به اسارت گرفته شدند.

## سازمان
- اوایل سپتامبر ۱۹۳۹[۱]:
  - لشکر یکم زرهی
  - لشکر چهارم زرهی
  - لشکر چهاردهم پیاده‌نظام
  - لشکر سی و یکم پیاده‌نظام

- اوایل مه ۱۹۴۰[۱]:
  - لشکر سوم زرهی
  - لشکر چهارم زرهی
  - لشکر بیستم پیاده‌نظام

- اوایل فوریه ۱۹۴۱[۵]:
  - لشکر یکم زرهی
  - لشکر ششم زرهی

- اوایل نوامبر ۱۹۴۴[۵]:
  - لشکر هشتاد و یکم پیاده‌نظام
  - لشکر دویست و بیست و هفتم پیاده‌نظام
  - لشکر دویست و هشتاد و یکم پیاده‌نظام

- اوایل فوریه ۱۹۴۵[۵]:
  - لشکر هشتاد و یکم پیاده‌نظام
  - لشکر دویست و هشتاد و یکم پیاده‌نظام
  - ستاد لشکر سیصدم پیاده‌نظام